# مهند الحمدي
مهند الحمدي (29 يناير 1993[محل شك]-) ممثل ومقدم برامج سعودي كما أنه ناشط على مواقع التواصل الاجتماعي

## حياته ومشواره المهني
خريج المعهد العالي للفنون المسرحية (الكويت) عام 2015 ، انطلاقته كانت من خلال التلفزيون في مسلسل الوجه المستعار عام 2016 ثم في المسرح الطفل في مسرحية «كوكينغ شو»، كما شارك في الكثير من الإعلانات التجارية، عام 2017 بدأ بتقديم فقرة في برنامج صباح الخير يا عرب 
في فبراير 2019 قدم برنامج “شبل القصيد جائزة الملك عبد العزيز للأدب الشعبي” من تقديم نادي الإبل على إم بي سي 1. يتنافس المشتركون في البرنامج ضمن فئة واحدة هي الشعر النبطي، وذلك لتعميق خصال هذا النمط الشعري العريق في نفوس الجيل القادم، وتعزيز الموهبة التي تناقلها الآباء عن الأجداد. يتولى تقييم المواهب لجنة مؤلفة من المشرف العام على جائزة الملك عبد العزيز للأدب الشعبي ناصر القحطاني، ومحمد السناني، وتركي الغنامي

### مشاركته كعضو لجنة تحكيم
في ديسمبر 2020 شارك في لجنة تحكيم النسخة الأولى من البرنامج العالمي بصيغته العربية «The Masked Singer- إنت مين؟» كمحقق في إكتشاف هوية النجوم المشاركين
على شاشة إم بي سي

### حياته الأسرية
في ديسمبر 2020 أعلن خطوبته من اللبنانية فرح مراد

## أعماله

### في التلفزيون
| سنة الإنتاج | اسم المسلسل    | الشخصية    |
| ----------- | -------------- | ---------- |
| (2016)      | الوجه المستعار | عبد العزيز |
| (2019)      | دفعة القاهرة   | ناصر       |
| (2019)      | جمان           | هشام       |
| (2020)      | وصية بدر       | خالد       |
| (2020)      | دفعة بيروت     | منصور      |

### في المسرح
| سنة الإنتاج | المسرحية  | الشخصية |
| ----------- | --------- | ------- |
| (2016)      | كوكينغ شو |         |

### تقديم البرامج
| سنة الإنتاج   | اسم البرنامج                  | عرض على    |
| ------------- | ----------------------------- | ---------- |
| (2017)-ما زال | صباح الخير يا عرب             | إم بي سي 1 |
| (2019)        | شبل القصيد                    | إم بي سي 3 |
| ( 2021-2020)  | The Masked Singer - إنت مين ؟ | إم بي سي 1 |

## جوائز
- الكويت: جائزة أفضل ممثل واعد في مهرجان المميزون في رمضان بدورته التاسعة عن دوره في مسلسل الوجه المستعار 2016 [6]